# تاريخ البيضاء
تعتبر مدينة البيضاء من المدن الكبيرة والرئيسية في ليبيا، حيث تعتبر رابع كبرى مدن ليبيا وثاني أكبر مدينة في شرق ليبيا. وتعتبر من أفضل المدن الليبية مناخاً في فصل الصيف وتشتهر بثلوجها شتاءً، كما كانت تعتبر أخر معاقل الجهاد الليبي فيه، كما كانت العاصمة الإدارية للبلاد في عهد الملك إدريس السنوسي.
كما تعتبر مدينة البيضاء أكبر مدن الجبل الأخضر من حيث التعداد المساحة والتعداد السكاني ويبلغ إجمالي سكانها 250.000 ألف نسمة لسنة 2010، كما تعتبر ثاني أكبر مدينة في شرق ليبيا أو ما يعرف بأقليم ولاية برقة سابقاً، وقد شهدت المدينة عدة مراحل وأسماء لها.

## بلاغراي المدينة القديمة

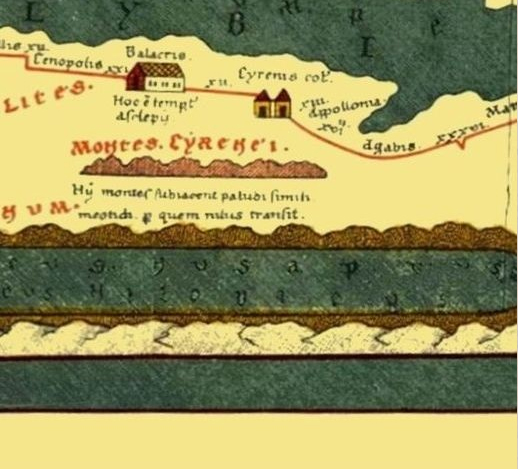
خريطة في القرن الثالث عشر لبلدة بلاغراي مدينة البيضاء الآن

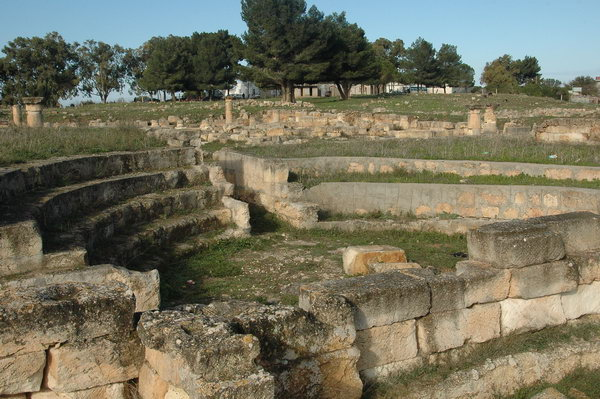
منظر لبلدة بلاغراي سابقاً، مدينة(البيضاء) الآن

كانت تعرف البيضاء باسم بلدة بلاغراي أو بلغراى (Balagrae) عام 414 ق.م  وتعرف أيضاً باسم (Balacris)  وترجمة كلمة بلاغراي تعني التل الأجرد أو الرأس الصلعاء، وقد سماها الإغريق بلاجراي عندما صارت مدينة إغريقية حرة كما ذكرت على خريطة اللوحة البويتينغرية (Tabula Peutingeriana) في القرن الثالث عشر واتخذت لها فيكوس (الحمامة) ميناءً. وموقع بلاجراي يسمى الآن بلغرا وليس معروفا ما إذا كان الاسم سابقا أم لاحقا للاسم الإغريقي بلاجراي أي هل بلغرا هو الاسم الليبي أغرقه الإغريق إلى بلاجراي، أم الأصل بلاجراي الإغريقي حرفه الليبيون إلى بلغرا. كانت تشتهر المدينة بمصدر إلهام للعبادة بوجود معبد أعمدة اله الشفاء الشهير (Asclepium) أسكليبيوس وكانت مساحته 40 × 35 متر، ومن أهم ماكانت تشتهر بها أيضاً العلاج النفسي عن طريق الحفلات الموسيقية والحمامات وكما عرفت أيضاً بتفسير الأحلام، ومن أشهر من ولد فيها الأسقف سينيوس370 ميلادي.
وقد اكتشف ماكيرني في كهوف ضواحي المدينة فك بشري لإنسان نياندرتال Neanderthal الذي يرجع تاريخه 40 ألف سنة قبل الآن مما يشير إلى علاقاته مع الإنسان المكتشف في القارة الأوربية في كهف نياندرتال في ألمانيا. بالإضافة إلي اكتشاف في منطقة بلاغراي قطع للعملة أصدرتها مدينة قورينا يرجع تاريخها إلى ما قبل عام 480 ق.م حيث يحمل أحد وجهيها نقشاً يمثل نبات السيلفيوم بينما تظهر على الوجه الأخر صورة دلفين.

### البيضاء والفتح الإسلامي
كانت المنطقة الواقعة بين مدينة الإسكندرية في الشرق وطرابلس في الغرب تعرف قبل الفتح الإسلامي ببلاد إنطابلس وتتبع مصر إداريا وكان بطريق الإسكندرية يحمل لقب «بطريق مصر وإنطابلس». وفي سنة 22 هجرية اتجه القائد عمرو بن العاص بعد أن فتح الإسكندرية غرباً نحو بلاد إنطابلس، فلم يجد مقاومة تذكر من سكانها الذين صالحوه على دفع جزية قدرها ثلاثة عشر ألف دينار سنويا، وأصبحت بلاد إنطابلس (برقة) تنعم بالأمن والسلام وحرية ممارسة الطقوس الدينية أكثر من أي منطقة أخرى تحت السيادة الإسلامية ولذلك قال عنها عبد الله بن عمرو بن العاص: «لولا مالي بالحجاز لنزلت ببرقة فما أعلم منزلا أسلم ولاأعزل منها».ويعتقد وصل الإسلام إلي الجبل الأخضر أو مدينة البيضاء بالأخص في عام سنة 46 هـ ويدل على ذلك وجود ضريح رويفع بن ثابت الأنصاري الذي توفي عام 56 هـ بمدينة البيضاء.

### زاوية البيضاء
يرجع هذا الاسم لبداية الحركة السنوسية في ليبيا التي تأسست عام 1843م، حيث أقيمت فيها أول زاوية سنوسية وكانت أسوارها بيضاء ومن هذا الاسم سميت بزاوية البيضاء والتي أقامتها الحركة السنوسية الشهيرة التي كانت محور المقاومة ضد الدولة العثمانية، والحكام الإيطالية في أواخر القرن التاسع عشر وأوائل القرن العشرين. وفي ي عام 1964م أمر الملك إدريس السنوسي حفيد محمد بن علي السنوسي بتجهيز مدينة البيضاء لتكون عاصمة للبلاد كما أقام فيه القصر الملكي وأقام فيها أول جامعة إسلامية تحت اسم جامعة محمد بن علي السنوسي في البلاد ومجلس الأمة الليبي، وصارت زاوية البيضاء الآن إحدى أحياء البيضاء الحديثة يعرف باسم حي الزاوية القديمة.

## العهد الإيطالي

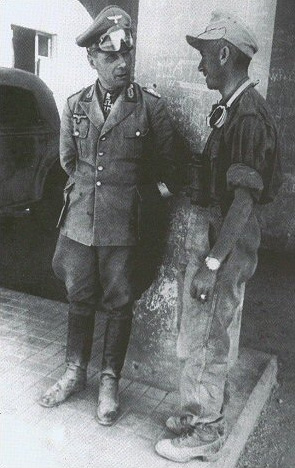
صورة لرومل في مدينة البيضاء

بيضا ليتوريا (بالإيطالية: Beda Littoria)‏ شهدت مدينة البيضاء والجبل الأخضر العديد من المعارك ضد الاحتلال الإيطالي، وكانت مركزاً للمجاهدين ومن أشهرهم عمر المختار وأقيمت فيها الأدوار، وقد أتخذ منها إرفين رومل مقراً له بإقامة قصر فيه، واتخذ من كهف في حي الغريقة مقراً للخطط الحربية له وسمي بعد ذلك باسمه رومل. 

وشهدت المدينة العديد من الأحداث أثناء إقامة رومل فيها حيث قتل فيها قائد الفدائيين البريطاني جيفرى كيز قتل من قبل معاونه بإطلاق نار أثناء اشتباك كيز مع الحارس الألمانى، في مدخل المبنى في البيضاء في الغارة لأسر أو قتل اللواء روميل في مدينة البيضاء حيثوا وصل الأنجليز إلي ميناء الحمامة التابعة للمدينة حين ذلك والذي يبعد عن شمال المدينة حوالي 20 كم، وقاموا بالتسلل لمدينة البيضاء والوصول إلي قصر رومل ولكن من سوء حظ الأنجليز كان رومل قد هرب في منتصف الليل. 

قاوم سكان برقة المحليون بقيادة عمر المختار الاحتلال الإيطالي، وقد عانى الجبل الأخضر من أوضاع صعبة بسبب شح الأمطار عليه كما عانت برقة في فترة صعود الفاشية في إيطاليا وحكم بنيتو موسيليني. نحو 125.000 ليبي تم اجبارهم على العيش في معسكرات الاعتقال، قضى منهم نحو الثلثين نحبهم.

## العهد الملكي

البرلمان الليبي عام 1964

مدينة البيضاء كان له تاريخ سياسي أثناء فترة المملكة الليبية، حيث عام 1958 في أيام السيد عبد المجيد كعبار رئيس الوزراء تقرر نقل الحكومة إلى البيضاء في فترة الصيف، ثم أصبحت مقرًا دائمًا لرئاسة مجلس الوزراء ووزارة الخارجية وبعض المصالح من باقي الوزارات ورئاسة الوزرات، حيث تطورت مدينة البيضاء وتوسع بنيانها في عهد حكومة السيد محمد عثمان الصيد رئيس وزراء ليبيا، مما مكن الحكومة من الإقامة نهائيًا فيها، وأصبحت المقر الرسمي الدائم بعد أن كانت المقر الصيفي للحكومة.

وفي عام 1964 حين تولي السيد محمود المنتصر وأمر بنقل مقر الحكومة إلى طرابلس الذي أثار غضب المسئولين من قبائل برقة وعلى رأسهم الفريق محمود أبو قويطين، الذي كان يكن للسيد محمود المنتصر احترامًا خاصًا، لأنه في رأيه مخلص للملك، ولكنه غضب من نقله للحكومة من البيضاء.

كما لاقى نقل الحكومة من البيضاء إلى طرابلس عدم رضا سكان بنغازي وزعمائها لأن وجود الحكومة في البيضاء كان مصدرًا هامًا لانتعاش التجارة ومشاريع التنمية والحركة الاقتصادية في بنغازي. ورغم موافقة الملك على نقل الحكومة إلى طرابلس أمر في آخر لحظة بقاء وزارة الدفاع وقيادة أركان الجيش في البيضاء، وعدم شغل المباني الحكومية التي تغادرها الوزارات ويعني هذا حفظها لعودة الحكومة إليها مستقبلاً.

وعندما تولى حسين مازق رئاسة الحكومة سنة 1965 قرر عودة الحكومة إلى البيضاء بصفة نهائية. وعادت وزارة الخارجية بعد نقلها لفترة لا تزيد على شهرين بشكل أحدث ارتباكًا وفوضى وحير رجال السلك الدبلوماسي الأجنبي في ليبيا بحيث كانت توجد ثلاث سفارات أمريكية في ليبيا في كل من طرابلس وبنغازي والبيضاء.

### أول مظاهرة في البيضاء
كانت مدينة البيضاء يوم الاعتداء الإسرائيلي، كبقية المدن الليبية الأخرى، تعج بالمتظاهرين المستنكرين للاعتداء، إذ خرج أغلب سكانها وسكان ضواحيها في مظاهرات عارمة لأول مرة في تاريخها. وأتى كم هائل من البشر رجالًا ونساءً وأطفالًا، والتفوا حول مبنى رئاسة مجلس الوزراء يهتفون وينددون بالاعتداء ويطالبون بما تطالب به جماهير الشعب في طرابلس وبنغازي. ورغم تكذيب بريطانيا وأمريكا لخبر اشتراكهما في الاعتداء لصالح إسرائيل، كما كانت إذاعات مصر والأردن تؤكد، لم تقم الإذاعة الليبية بإذاعة خبر التكذيب الأمريكي البريطاني لتهدئة جماهير الشعب الغاضبة.

## البيضاء الحديثة

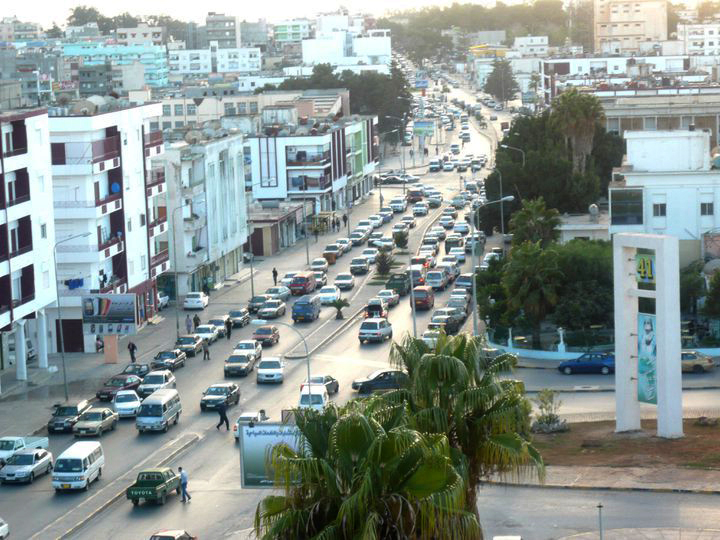
شارع العروبة 2010

شهدت مدينة البيضاء أثناء الحكم الملكي تغييراً كبيراً حيث كانت المدينة صغيرة، بعد وصول محمد بن علي السنوسي إلي ليبيا وأقام في مدينة البيضاء أول زاوية سنوسية عام 1841 وتم بناء فيها أول جامعة إسلامية في ليبيا عام 1960م وبعد ذلك أمر الملك إدريس السنوسي عام 1963 م بتجهيز مدينة البيضاء لتكون عاصمة للبلاد، وشهدت المدينة أيضاً بعد انتهاء الحكم الليبي تغييراً وتوسع حيث أصبحت ثاني كبرى مدن برقة وكبرى مدن الجبل الأخضر.

## بعض الأحداث الهامة التي جرت بمدينة البيضاء
عام 1843 م
- تأسيس أوَّل زاوية سنوسية في أفريقيا وليبيا بمدينة البيضاء.

30 / 5 / 1963 م
- أوّل اتّـفاق تبادل تجاري بين ليبيا وروسيا، وقـّع في مدينة البيضاء.

16 / 3 / 1964 م
- اتّخاذ البرلمان الليبي في مدينة البيضاء قرار تاريخي بإعلان مبدأ إلغاء المعاهدات وتصفية القواعد وجلاء القوات الأجنبية. وقد واصل البرلمان اجتماعاته حيث ناقش خلال شهر يونيو 1964 ميزانية الدولة لعام 1964/1965 وأقرَّها في العاشر من شهر يوليو التالي.[10]

4 / 7 / 1964 م
- افتتح رئيس الوزراء محمود المنتصر الاجتماع الأوّل للمجلس الأعلى لشؤون البترول في البيضاء.[10]

6 / 7 / 1969 م
- في اليوم السادس من شهر يوليو أقيم في مدينة «البيضاء» حفل عُرس عمر الشلحى بزفافة على كريمة السيد / حسين مازق في غيبة الملك إدريس الذي كان قد بارك هذا الزواج بالعقد الرسمى للزواج، وكان «الملك» وكيلاً فيه عن الزوج عمر الشلحى أمام والد الزوجة «حسين مازق».
- في الإسبوع «الثالث» من الشهر يوليو عام 1969 افتتح وزير الداخلية السيد معتوق آدم «شبكة الإتصال اللاسيلكى» التي ربطت (لأول مرة في ليبيا) مختلف أجهزة الأمن العام بجميع محافظات المملكة.

24 / 7 / 1969 م
- كتب القائم باعمال السفارة الإمريكية في طرابلس «جيمس بليك» تقريراً «سرياً» يحمل رقم "A-186" بوثائق الخارجية الأمريكية وعنوانه «منشورات سرية تهاجم النظام الليبى» أكد فيه «بليك» أن: (منشورات قد جرى توزيعها في مدن البيضاء وبنغازى وطرابلس على امتدادا الإسبوعين الماضيين).[11]

27 / 6 / 1988 م.
- صدور الوثيقة الخضراء الكبرى لحقوق الإنسان بمدينة البيضاء.

16 / 4 / 1996 م.
- قصف معمر القذافي حي الشعبية الـ 600 بمدينة البيضاء وراح ضيحتها 6 قتلى.[12]

عام 1998.
- محاولة الجماعة الإسلامية المقاتلة في ليبيا اغتيال العقيد القذافي قرب مدينة البيضاء [13]

1 / 9 / 2006.
- ضرب عربات بها دبلوماسيين والعقيد القذافي في مدينة البيضاء أثناء الاحتفال بانقلاب 1969 أو ما يعرف الفاتح احتجاجاً على تردى الأوضاع الاقتصادية [14]

4 / 4 / 2009.
- دعا سيف الإسلام نجل العقيد الليبي معمر القذافي مساء الاثنين الرهبان والراهبات المقيمين في ليبيا إلى الاحتفال بعيد الفصح في مدينة البيضاء، لأول مرة في عهد القذافي.

16 / 2 / 2011 م
- في اليوم السادس عشر من شهر فبراير خرجت منها أول مظاهرة في ليبيا لإسقاط نظام معمر القذافي علناً، وسقط فيها أولى شهداء ثورة 17 فبراير وكانت بذلك الشرارة الأولي للثورة الليبية على حكم معمر القذافي، وكانت أول مدينة تخرج عن سيطرة معمر القذافي.[15][16] وقد سبقت هذه المظاهرة احتجاجات على المعيشة يوم 14 يناير/ 2011 وهي الأولي من نوعها في ليبيا في ظل حكم معمر القذافي.[17]

01 / 10 / 2011 م
- في اليوم الأول من شهر أكتوبر اقيم بمدينة البيضاء مؤتمر لجميع قبائل برقة وهو الأول منذ 42 عاماً بعد ثورة 17 فبراير ويهدف إلى تحقيق الحرية والعدالة والديمقراطية، وأضاف أن الاجتماع «يرى أن تسيير البلاد بأقاليمها المختلفة بعدم المركزية الإدارية شرط أن يتوافق الجميع على ذلك»، وتعزيز اللحمة الوطنية وتفعيل دور المنطقة في المصالحة الوطنية، وتأييد المجلس الوطني الانتقالي واحترام ما ينبثق عنه من قرارات باعتباره الممثل الشرعي للشعب الليبي، ودعم الجيش الوطني الذي يعد «الجبهة الوحيدة المشروعة الموكول إليها حماية التراب الليبي»، إضافة إلى «التأكيد على أن الكفاءة هي المعيار في اصطفاء من يشغلون وظائف الدولة ونزع السلاح مع اكتمال تخليص البلاد من نظام القذافي.» وتحفّظ مشاركون في ملتقى الوحدة الوطنية الذي عقد في مدينة البيضاء شرق ليبيا على الدعوة لتطبيق النظام الفدرالي في البلاد، ويشار أيضاً إلى أن هذا المؤتمر تعرض لهجمة إعلامية وتظاهرات في مدينة البيضاء قبل الاجتماع يوم 30-09-2011 [18] إبان التحضير له خوفاً من الدعوة إلى الفدرالية.[19][20][21]

12 / 10 / 2011 م

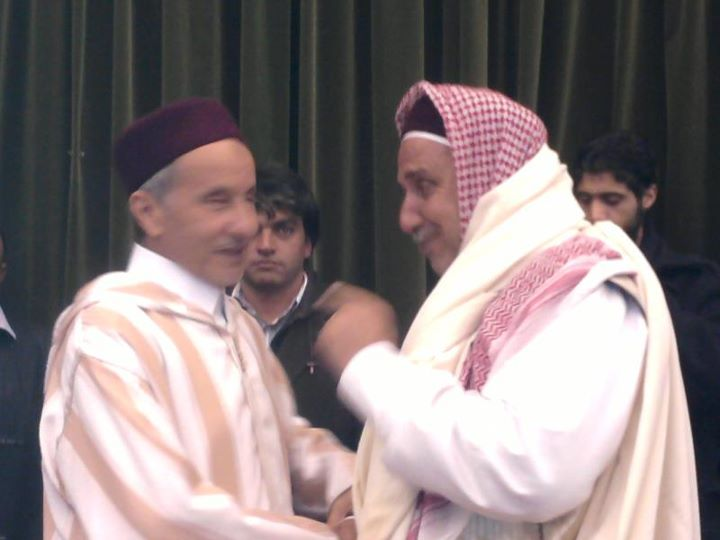
اجتماع مصطفي عبد الجليل مع قبائل مصر "اولاد علي" بالبيضاء في 12ـ10ـ2011

- اجتمع مصطفي عبد الجليل، مع عدد من شيوخ ووجهاء القبائل المصرية بقاعة الحرية البرلمان الليبي سابقاً بحي الأندلس مدينة البيضاء، بدعوة من المجلس الوطني الانتقالي، وذلك لدعمهم وقوفهم بجانب الثورة الليبية التي اندلعت في 17 فبراير 2011.

ووجه عبد الجليل الشكر للحضور على مواقفهم تجاه الثورة الليبية، واصفا هذا اللقاء بـ«التاريخي»، ومؤكدا على قوة العلاقة والمؤازرة والمؤاخاة بين الشعبين المصري والليبي، وموضحا أن العلاقة بين مصر وليبيا ليست علاقة جوار حدودي، وإنما هي خليط أنساب يعود لسنوات طويلة، منذ أن نزح الليبيون إلى مصر في عهد الاحتلال الإيطالي لليبيا.
25-27 / 10 / 2011 م
- اقيم بمدينة الملتقى الأول الذي يعقد بقاعة الحرية البرلمان الليبي سابقاً بحي الأندلس بمدينة البيضاء تحت شعار «من أجل بناء جيش وطني فاعل» يضم عددا من منتسبي الجيش الوطني من ضباط وضباط الصف من كافة مدن ومناطق ليبيا.

ويهدف الملتقى الذي سيتواصل على مدى يومين إلى تفعيل وتنظيم دور الجيش الوطني الليبيي واحترام كرامة الوطن والمواطن والدفاع عنهما كما يهدف إلى إعداد رؤى وخطط واضحة تكفل حماية تراب الوطن وتأمين حدوده إلى جانب بحث تغيير القوانين العسكرية وخاصة التي وضعها نظام القذافي من أجل تسخير الجيش لخدمة نظامه المنهار.